# Rivière Mistatikamekw
La rivière Mistatikamekw est un tributaire de la rivière Oskélanéo qui se déverse dans la baie du Sud du lac Bureau, coulant dans la ville de La Tuque, dans la région administrative de la Mauricie, au Québec, au Canada.
La rivière Mistatikamekw coule successivement dans les cantons de Tassé, de Montpetit, de Faucher et d’Achintre. La foresterie constitue la principale activité économique de cette vallée ; les activités récréotouristiques, en second.
La route 404, reliant le village de Clova à la baie du Sud du lac Bureau dessert aussi la partie supérieure de la rivière istatikamekw ; cette route relie au sud-est la route 400 laquelle passe au barrage Gouin. Quelques routes forestières secondaires sont en usage à proximité pour la foresterie et les activités récréotouristiques.
La surface de la rivière Mistatikamekw est habituellement gelée de la mi-novembre à la fin avril, toutefois la circulation sécuritaire sur la glace se fait généralement du début décembre à la fin de mars.

## Géographie
Les bassins versants voisins de la rivière Mistatikamekw sont :
- côté nord : rivière Oskélanéo, lac Benjamin, lac Bureau, rivière Nemio, baie Saraana ;
- côté est : lac Benjamin, lac Dugré, rivière de la Galette ;
- côté sud : lac Parker, rivière Bazin, rivière Douville, rivière Gosselin ;
- côté ouest : lac Oskélanéo, rivière Oskélanéo, lac Tessier, rivière Flapjack.

La rivière Mistatikamekw prend naissance à l’embouchure d’un lac non identifié (longueur : 1,3 km ; altitude : 454 m), situé au nord-ouest du lac Dugré. L’embouchure de ce lac de tête est située à :
- 19,3 km à l'est de l’embouchure de la rivière Mistatikamekw (confluence avec la rivière Oskélanéo) ;
- 21,9 km au sud-est de l’embouchure du lac Oskélanéo (confluence avec le lac Bureau ;
- 54,6 km au sud-est du centre du village de Obedjiwan (situé sur une presqu’île de la rive nord du réservoir Gouin) ;
- 25,5 km au nord-est du centre du village de Oskélanéo ;
- 60,7 km sud-ouest du barrage Gouin érigé à l’embouchure du réservoir Gouin (confluence avec la rivière Saint-Maurice)[2].

À partir de l’embouchure du lac de tête, le cours de la rivière Mistatikamekw coule sur 35,5 km selon les segments suivants :
- 3,1 km vers le sud-ouest, jusqu’à la limite du canton de Montpetit ;
- 13,5 km vers le sud-ouest dans le canton de Montpetit jusqu’à un ruisseau non identifié (venant du sud), soit le point le plus à proximité du chemin de fer du Canadien National ;
- 15,5 km vers le nord-ouest jusqu’à la limite Est du canton de Faucher ;
- 1,5 km vers le nord-ouest dans le canton de Faucher ;
- 1,9 km vers le nord-ouest dans le canton d’Achintre, en traversant le lac des Cantons (altitude : 405 m), jusqu’à l'embouchure de la rivière[3].

L’embouchure de la rivière Mistatikamekw est localisée à :
- 11,4 km au nord du village de Oskélanéo lequel est situé le long du chemin de fer du Canadien National), sur la rive ouest du lac Oskélanéo ;
- 6,9 km au sud-est de l’embouchure de la rivière Oskélanéo ;
- 41,2 km au sud de l’embouchure du lac Bureau ;
- 52,3 km au sud du centre du village de Obedjiwan lequel est situé sur une presqu’île de la rive nord du réservoir Gouin ;
- 79,6 km au sud-est du barrage Gouin ;
- 105 km à l'ouest du centre du village de Wemotaci (rive nord de la rivière Saint-Maurice) ;
- 193 km au nord-ouest du centre-ville de La Tuque[2].

L’embouchure de la rivière Mistatikamekw conflue avec la rivière Oskélanéo. De là, le courant coule sur 145,5 km jusqu’au barrage Gouin, selon les segments suivants :
- 8,9 km vers le nord, jusqu’à la Baie du Sud du lac Bureau ;
- 43,8 km vers le nord, jusqu’à l’embouchure du lac Bureau ;
- 92,8 km vers le nord-est, en traversant le lac Marmette, puis vers le sud-est en traversant notamment le lac Brochu et la baie Kikendatch, jusqu’au barrage Gouin.

À partir de ce barrage, le courant emprunte la rivière Saint-Maurice jusqu’à Trois-Rivières.

## Toponymie
L'hydronyme Mistatikamekw est d'origine autochtone.
Le toponyme rivière Mistatikamekw a été officialisé le 3 septembre 1981 à la Commission de toponymie du Québec.